# هنری لوک بولی
هنری لوک بولی (انگلیسی: Henry Luke Bolley؛ ۱ فوریهٔ ۱۸۶۵ – ۱۰ نوامبر ۱۹۵۶) یک گیاه‌پزشک، بازیکن بیسبال، و بازیکن فوتبال گریدیرون اهل ایالات متحده آمریکا بود. دستاوردهای او در زمینه گیاه پزشکی به سال ۱۸۹۰ میلادی باز می‌گردد. هنری لوک بولی موفقیت‌هایی را در کشف بیماری‌های سیب زمینی به دست آورد.